# Jesús Iradier
Jesús Iradier, né le 19 juillet 1949, à Madrid, en Espagne, est un ancien joueur espagnol de basket-ball. Il évolue durant sa carrière au poste d'ailier.